# Dj honda
dj honda（ディージェイ・ホンダ）はヒップホップDJ、ビートメイカー、音楽プロデューサー。北海道出身。

## 経歴
1980年代中盤からクラブDJとして活動、DJ KOOらとリミキサーグループ『The JG's』を結成、リミックス作品に関わる他、グループ自身のアルバムも発表。
1992年に渡米し、同年ニューヨークで開かれた DJ Battle World Supremacyで準優勝（このときの優勝者はビースティ・ボーイズのミックス・マスター・マイク）。1995年に日本で1stアルバム『dj honda』をリリース。同作には、ファット・ジョー、コモン、DJプレミア、エリック・サーモン、ビートナッツ、レッドマンなどが参加。
1997年には2ndアルバム『h II』をリリース。このアルバムには、モス・デフ、KRS-One、キース・マレイ、デ・ラ・ソウルなどが参加した。1999年、ニューヨークに dj honda RECORDINGS US、東京に dj honda RECORDINGS JAPAN を設立。2001年に3rdアルバム『h III』（ジェルー・ザ・ダマジャ、ビートナッツ、PMD、M.O.P.他参加）、PMDとのコラボ・アルバム『UNDERGROUND CONNECTION』をリリース。
2009年8月5日、モス・デフ、フレッド・ダースト（リンプ・ビズキット）、クール・G・ラップ、EPMD, ラッカ・アイリサイエンス（ダイレイテッド・ピープルズ）らをフィーチャーしたアルバム『dj honda IV』を世界同時発売した。
2011年、日野皓正のアルバム『Aftershock』のビートを全曲担当、「Tokyo Jazz Festival 2011」に出演、全国ツアーも敢行。
2013年、『Aftershock』に続き日野のアルバム『Unity -h factor-』のビートを全曲担当。
2015年、B.I.G.JOEとタッグを組み、フルアルバム『Unfinished Connection』をリリース。
2019年、岡山県津山市出身のラッパー紅桜とのコラボ・アルバム『dark side』をリリース。
2021年、ザ ブルーハーブのフロントマン、ill-bosstino（今作では小文字表記）とのコラボ・アルバム『KINGS CROSS』をリリース。
2022年、SIMON JAPとのコラボ・アルバム『Golden Age』をリリース。
その後も、国・ジャンルを問わず、コラボレーション・プロデュースを行っている。
音楽以外の活動は、ファッションブランド『h』を設立。イチローがキャップを着用したことで1990年代に一大ブームを巻き起こした。